# Tomentophanes vestitus
Tomentophanes vestitus là một loài bọ cánh cứng trong họ Cerambycidae.